# Hansamu Yama Pranata
Hansamu Yama (sinh ở Mojokerto, Indonesia, 16 tháng 1 năm 1995) là cầu thủ bóng đá người Indonesia chơi cho câu lạc bộ Persija Jakarta ở vị trí hậu vệ.

## Sự nghiệp chơi cho câu lạc bộ
Ngày 21 tháng 10 năm 2014, Hansamu ký hợp đồng 3 năm với Barito Putera để tham dự 2015 Indonesia Super League. Anh có trận đấu ra mắt vào ngày 4 tháng 4 năm 2015 như thành viên mới gia nhập đội bóng, với kết quả thắng 2–0 trước đội Persela Lamongan.

## Sự nghiệp quốc tế
Hansamu ra mắt cùng U-23 Indonesia vào ngày 10 tháng 2 năm 2015 trong trận đấu giao hữu với U-23 Syria. Hansamu trong trận đấu với Việt Nam vào ngày 3 tháng 12 năm 2016 trong khuôn khổ Giải vô địch bóng đá Đông Nam Á 2016 và mở tỷ số bằng pha đánh đầu từ quả phạt góc ở phút thứ 7 dẫn đến chiến thắng chung cuộc 2–1.

## Thống kê

### Câu lạc bộ
Tính đến 12 tháng 4 năm 2015.
| Câu lạc bộ     | Mùa            | Liên đoàn              | Liên đoàn | Liên đoàn | Piala Indonesia | Piala Indonesia | Châu Á | Châu Á | Khác | Khác | Tổng | Tổng |
| Câu lạc bộ     | Mùa            | Hạng                   | Trận      | Bàn       | Trận            | Bàn             | Trận   | Bàn    | Trận | Bàn  | Trận | Bàn  |
| -------------- | -------------- | ---------------------- | --------- | --------- | --------------- | --------------- | ------ | ------ | ---- | ---- | ---- | ---- |
| Barito Putera  | 2015           | Indonesia Super League | 3         | 0         | 0               | 0               | —      | —      | —    | —    | 3    | 0    |
| Barito Putera  | Tổng           | Tổng                   | 3         | 0         | 0               | 0               | —      | —      | —    | —    | 3    | 0    |
| Tổng sự nghiệp | Tổng sự nghiệp | Tổng sự nghiệp         | 3         | 0         | 0               | 0               | —      | —      | —    | —    | 3    | 0    |

### Quốc tế

#### Ghi bàn tại giải quốc tế
Bàn thắng và kết quả của Indonesia được để trước.
U-23 Indonesia
| #  | Ngày                | Địa điểm                                           | Đối thủ    | Bàn thắng | Kết quả | Giải đấu                   |
| -- | ------------------- | -------------------------------------------------- | ---------- | --------- | ------- | -------------------------- |
| 1. | 27 tháng 3 năm 2015 | Sân vận động Gelora Bung Karno, Jakarta, Indonesia | Đông Timor | 5–0       | 5–0     | Vòng loại U-23 châu Á 2016 |

Indonesia
| #  | Ngày                 | Địa điểm                                           | Đối thủ  | Bàn thắng | Kết quả | Giải đấu         |
| -- | -------------------- | -------------------------------------------------- | -------- | --------- | ------- | ---------------- |
| 1. | 3 tháng 12 năm 2016  | Sân vận động Pakansari, Bogor, Indonesia           | Việt Nam | 1–0       | 2–1     | AFF Cup 2016     |
| 2. | 14 tháng 12 năm 2016 | Sân vận động Pakansari, Bogor, Indonesia           | Thái Lan | 2–1       | 2–1     | AFF Cup 2016     |
| 3. | 2 tháng 12 năm 2017  | Sân vận động Harapan Bangsa, Banda Aceh, Indonesia | Brunei   | 1–0       | 4–0     | Tsunami Cup 2017 |

## Vinh danh
U-19 Indonesia
- U-19 AFF Cup: 2013